# ووبیانکا (استان کویافسکو-پومورسکی)
ووبیانکا (به لاتین: Łubianka) یک روستا در لهستان است که در گمینا ووبیانکا واقع شده‌است. ووبیانکا ۹۵۳ نفر جمعیت دارد.